# Sidanegara (Cilacap Tengah)
Sidanegara is een bestuurslaag in het regentschap Cilacap van de provincie Midden-Java, Indonesië. Sidanegara telt 31.615 inwoners (volkstelling 2010).